# Çariýar Muhadow
Çariýar Abdurahmanowiç Muhadow (Ashgabat, 12 novembre 1969) è un ex calciatore turkmeno, di ruolo attaccante.

## Biografia
Suo figlio Süleýman Muhadow è un calciatore, di ruolo attaccante nell'Ahal e nella nazionale di calcio del Turkmenistan.
Suo fratello è Rovshen Muhadov, ex calciatore di ruolo attaccante, ed attuale allenatore della nazionale di calcio del Turkmenistan.

## Carriera

### Club
Muhadow ha iniziato la sua carriera nel 1986 con il Kopetdag Asgabat dove realizza ben 18 reti in 57 partite disputate. Nel 1989 si trasferisce nella Pamir Dushanbe nella Vysšaja Liga e in seguito ritorna nel Kopetdag Asgabat. Nel 1993 gioca con l'Ankaragücü nella Super Lig turca, nel 1995 ritorna nuovamente nel Kopetdag Asgabat e l'anno seguente si trasferisce nella Lada Togliatti. Dopo aver segnato 10 reti in 37 partite ritorna nel Kopetdag Asgabat. Gioca poi nella Nisa Asgabat, nel Vostok Oskemen e nel Sagadam Turkmenbasy.

### Nazionale
Conta 24 presenze e 15 reti con la Nazionale di calcio del Turkmenistan, il che lo rende il miglior marcatore della storia della nazionale.